# Friedhofskapelle (Lauben)

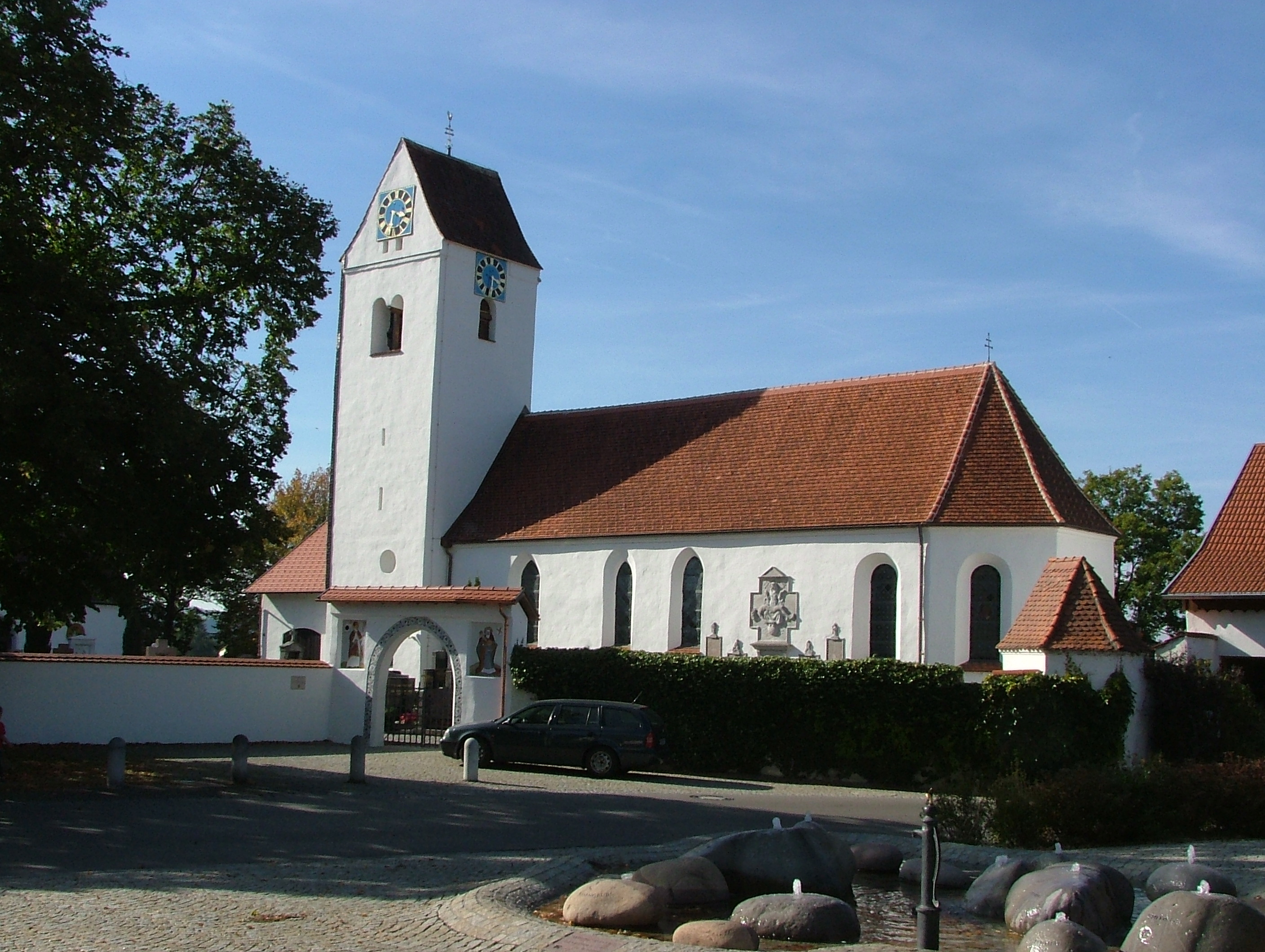
Friedhofskapelle in Lauben

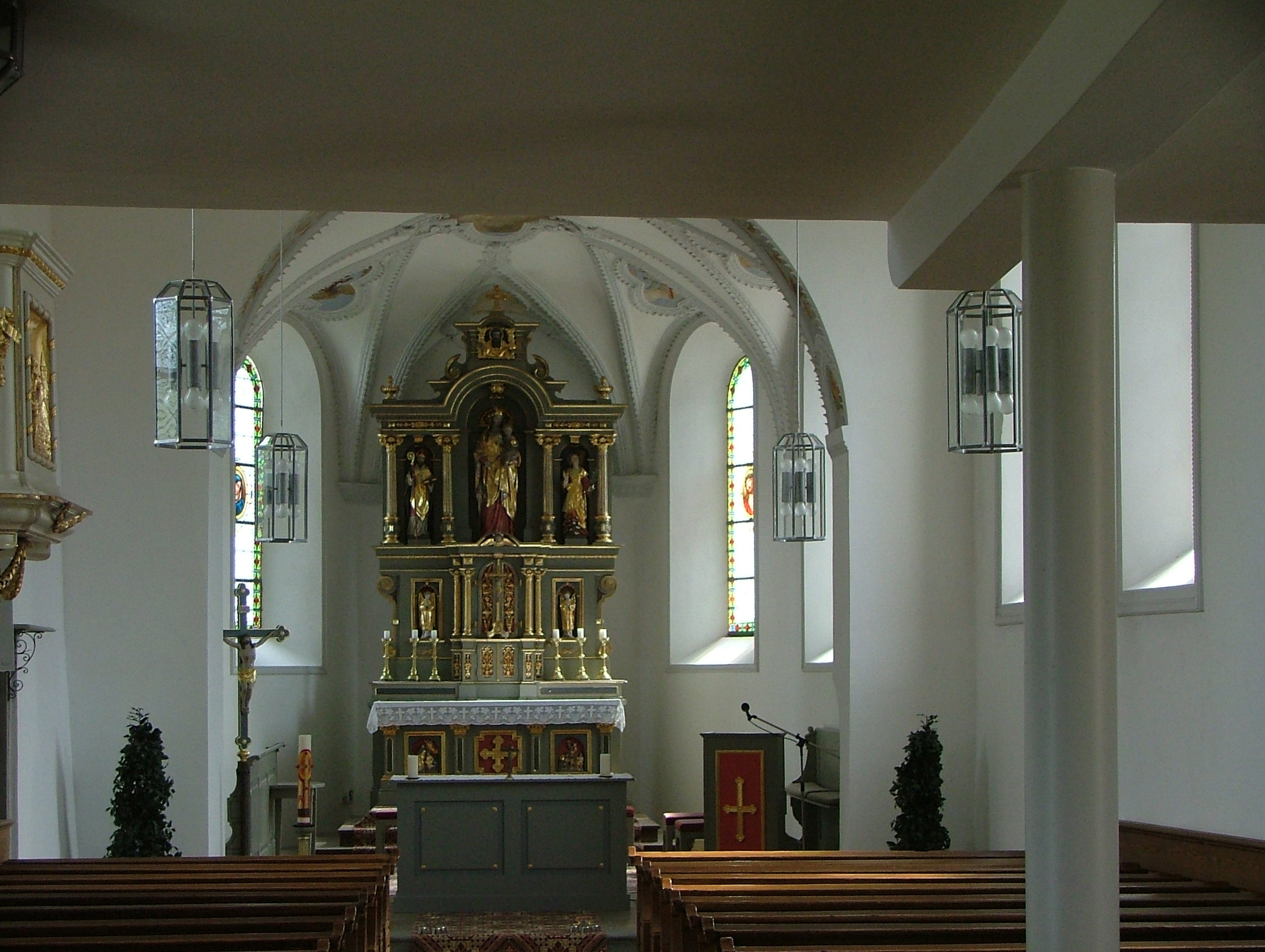
Blick zum Altar

Die römisch-katholische Friedhofskapelle, die ehemalige Pfarrkirche St. Ulrich und Afra, steht in Lauben, einer Gemeinde im schwäbischen Landkreis Oberallgäu in Bayern. Das denkmalgeschützte Bauwerk ist in der Liste der Baudenkmäler in Lauben unter der Nr. D-7-80-125-1 eingetragen.

## Beschreibung
Die im Kern spätgotische Saalkirche wurde im 1. Viertel des 16. Jahrhunderts erneuert. Unter Roman Giel von Gielsberg wurde sie 1673 erweitert und umgestaltet. Sie besteht aus einem Langhaus mit einem dreiseitig geschlossenen Chor im Osten und einem romanischen Kirchturm an der Südostecke des Langhauses, dessen oberstes Geschoss den Glockenstuhl beherbergt, in dem eine Kirchenglocke hängt, und der quer mit einem Satteldach bedeckt ist. Der Innenraum des Langhauses ist mit einer Flachdecke überspannt, der des Chors mit einem Stichkappengewölbe. Die Fresken von 1673 wurden weitgehend erneuert. Im Chor befindet sich eine Monstranz.